# Kula (Servië)
Kula (Servisch: Кула, Hongaars: Kúla , Duits: Wolfsburg) is een gemeente in het Servische district West-Bačka.
Kula telt 48.353 inwoners (2002). De oppervlakte bedraagt 481 km², de bevolkingsdichtheid is 100,5 inwoners per km².

## Plaatsen in de gemeente
De gemeente Kula omvat de steden Kula en Crvenka, en verder de dorpen:
- Kruščić
- Lipar
- Nova Crvenka
- Ruski Krstur
- Sivac

## Bevolkingssamenstelling
Tijdens de volkstelling van 2022 was de bevolkingssamenstelling:
- Serven: 22.210
- Roethenen: 3.595
- Hongaren: 2.660 (was in 2011: 3.412)

Totaal: 35.592 inwoners

## Sport
FK Hajduk Kula is de betaaldvoetbalclub van Kula.

## Geboren
- Ljubomir Fejsa (14 augustus 1988), voetballer